# Paranaíba (kommun)
Paranaíba är en kommun i Brasilien.   Den ligger i delstaten Mato Grosso do Sul, i den södra delen av landet, 600 km sydväst om huvudstaden Brasília. Antalet invånare är 40 174.
Följande samhällen finns i Paranaíba:
- Paranaíba

Omgivningarna runt Paranaíba är huvudsakligen savann. Runt Paranaíba är det glesbefolkat, med 10 invånare per kvadratkilometer.